# Saison 3 de Hardy Boys
Chronologie
Saison 2
 (juillet 2025).
Si vous disposez d'ouvrages ou d'articles de référence ou si vous connaissez des sites web de qualité traitant du thème abordé ici, merci de compléter l'article en donnant les références utiles à sa vérifiabilité et en les liant à la section « Notes et références ».
Cet article présente la troisième saison de la série télévisée The Hardy Boys, composée de huit épisodes,.

## Synopsis
À la suite des évènements de la dernière saison, la conscience George est désormais dans le corps de Frank, Callie part pour Rosengrave et Fenton retrouve un être cher.

## Distribution

### Acteurs principaux
- Rohan Campbell (VF : Brieuc Lemaire) : Frank Hardy
- Alexander Elliot (VF : Arthur Dubois) : Joe Hardy
- Anthony Lemke (VF : Karim Barras) : Fenton Hardy
- Keana Lyn Bastidas (VF : Marie Braam) : Callie Shaw
- Linda Thorson (VF : Myriam Thyrion) : Gloria Estabrook
- Bea Santos (VF : Claire Tefnin) : Gertrude « Trudy » Hardy
- Adam Swain (VF : Maxime Van Santfoort) : Chet Morton
- Cristian Perri (VF : Damien Locqueneux) : Phil Cohen
- Atticus Dean Mitchell (VF : Grégory Praet) : JB Cox
- Riley O'Donnell (VF : Alayin Dubois) : Elizabeth « Biff » Hooper
- Alli Chung (VF : Audrey d'Hulstère) : Jesse Hooper
- Krista Nazaire (VF : Mélissa Windal) : Belinda Conrad
- Laara Sadiq : Kanika Khan
- Ari Cohen (VF : Michelangelo Marchese) : Hurd Sparewell
- Bailee Madison (VF : Sophie Pyronnet) : Drew Darrow

### Acteurs récurrents
- Janet Porter (VF : Fabienne Loriaux) : Laura Hardy
- Bill Lake : Ezra Collig
- Philip Williams : Wilt
- Jim Codrington : Sam Peterson
- Philip Craig : George Estabrook
- Tara Yelland (VF : Delphine Moriau) : Olivia Kowalski
- Milton Barnes (VF : Jean-Marc Delhausse) : Brian Conrad
- Jake Epstein (VF : Marc Weiss) : Adrian Munder
- John Daniel (VF : Thibaut Delmotte) : Donald Dukay
- Rachel Drance : Anastasia Nabokov
- Joe Dinicol (VF : Antoni Lo Presti) : Agent Driscoll

### Invités
- Steven McCarthy (VF : Alain Eloy) : William Vogel (épisodes 1, 2, 3, et 5)
- Raoul Bhaneja : Cadmus Quill (épisodes 2 et 4)
- Rachel Wilson (VF : Sophie Landresse) : Adelia Kurt (épisodes 2, 4 et 8)
- Gray Powell : George Estabrook jeune  (épisodes 2 et 3)
- Stephanie Moran : Gloria jeune (épisodes 2 et 3)
- Anton Gillis-Adelman : Aaron Munder (épisode 3)
- Sergio Di Zio : Bob Carpenter (épisodes 5, 6 et 8)
- Ric Garcia : Stefan (épisode 5)

## Liste des épisodes
1. Un drôle d'héritage
2. Une disparition mystère
3. Des ennuis à coup sûr
4. L'Accident
5. La Révélation
6. La toile de l'araignée
7. Dans l'ancienne maison
8. Une folle épopée

### Épisode 1:Un drôle d'héritage
- États-Unis : 26 juillet 2023 sur Hulu
- Canada : 26 juillet 2023 sur YTV
- France : 2 avril 2025 sur Disney+

- Brendan Gall : le professeur de physique
- Steven Pigozzo : le pilote

### Épisode 2:Une disparition mystère
- États-Unis : 26 juillet 2023 sur Hulu
- Canada : 26 juillet 2023 sur YTV
- France : 2 avril 2025 sur Disney+

- Danielle Verayo : Tess Owens
- Steven Pigozzo : le pilote

### Épisode 3:Des ennuis à coup sûr
- États-Unis : 26 juillet 2023 sur Hulu
- Canada : 26 juillet 2023 sur YTV
- France : 2 avril 2025 sur Disney+

### Épisode 4:L'Accident
- États-Unis : 26 juillet 2023 sur Hulu
- Canada : 26 juillet 2023 sur YTV
- France : 2 avril 2025 sur Disney+

- Paulino Nunes : Noel Bickford
- John Thomas Gauthier : le videur costaud
- Blair Johannes : l'agent du DSA

### Épisode 5:La Révélation
- États-Unis : 26 juillet 2023 sur Hulu
- Canada : 26 juillet 2023 sur YTV
- France : 2 avril 2025 sur Disney+

- Andrew Moodie : Dr. Grafton
- Max Moore : l'infirmière de Pine Grove
- Alyssa Gervasi : Drew jeune
- Dianne Aguilar : la femme

### Épisode 6:La toile de l'araignée
- États-Unis : 26 juillet 2023 sur Hulu
- Canada : 26 juillet 2023 sur YTV
- France : 2 avril 2025 sur Disney+

### Épisode 7:Dans l'ancienne maison
- États-Unis : 26 juillet 2023 sur Hulu
- Canada : 26 juillet 2023 sur YTV
- France : 2 avril 2025 sur Disney+

- Kara Wooten : la pilote

### Épisode 8:Une folle épopée
- États-Unis : 26 juillet 2023 sur Hulu
- Canada : 26 juillet 2023 sur YTV
- France : 2 avril 2025 sur Disney+

- Daveed Louza : le maître du jeu du ballon